# خوسيه فالفيردي
خوسيه فالفيردي هو لاعب كرة قاعدة دومينيكاني، ولد في 24 مارس 1978 في سان بيدرو دي ماكوريس في جمهورية الدومينيكان.

## وصلات خارجية
- خوسيه فالفيردي على موقع دوري كرة القاعدة الرئيسي (الإنجليزية)
- خوسيه فالفيردي على موقعبيزبول رفرنس.كوم (الدوري الرئيسي) (الإنجليزية)
- خوسيه فالفيردي على موقعبيزبول رفرنس.كوم (الدوري الثانوي) (الإنجليزية)
- خوسيه فالفيردي على موقع إي إس بي إن.كوم (أم.أل.بي) (الإنجليزية)
- خوسيه فالفيردي على موقع مشجعي الرسوم البيانية (الإنجليزية)